# Les Romanciers populaires
Les Romanciers populaires est une collection des éditions Arthème Fayard (Arthème Fayard & Cie , 12-20 rue du Saint-Gothard Paris), sous forme de fascicules hebdomadaires de 64 pages.

## Liste des titres

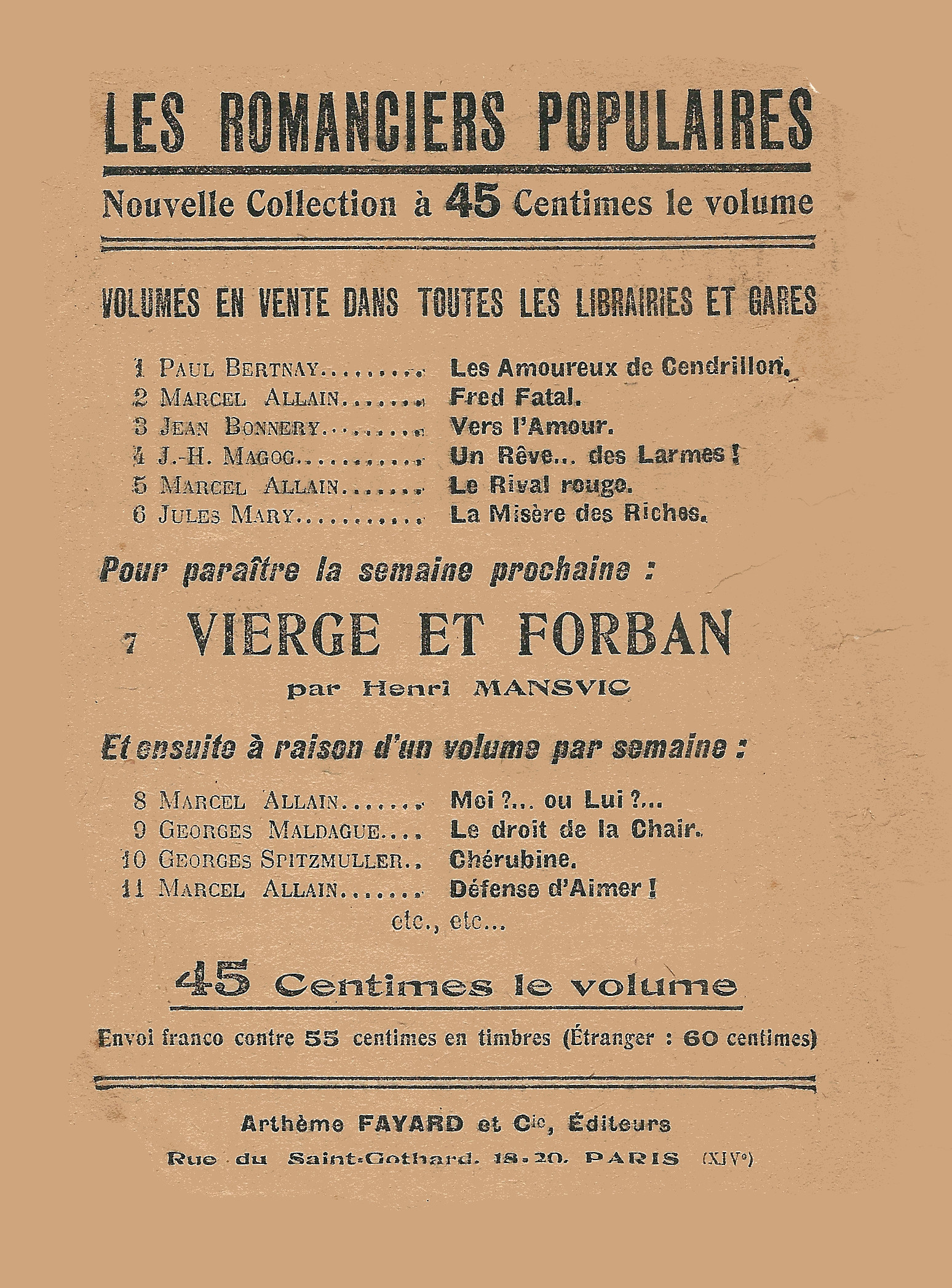
Page de présentation de la collection Les Romanciers populaires de la Librairie Arthème Fayard, au 6e numéro de cette collection.

1. Les amoureux de Cendrillon par Paul Bertnay
2. Fred Fatal par Marcel Allain
3. Vers l'amour par Jean Bonnéry
4. Un rêve...des larmes ! par H.-J. Magog
5. Le rival rouge par Marcel Allain
6. La misère des riches par Jules Mary
7. Vierge et forban par Henri Mansvic
8. Moi ?... ou lui ?... par Marcel Allain
9. Le droit de la chair par Georges Maldague
10. Chérubine par Georges Spitzmuller
11. Défense d'aimer ! par Marcel Allain
12. Cœurs blessés par Charles Vayre
13. La faute de Claire par Léon Ville
14. La chaîne du passé par Jean Bonnéry
15. Calvaire d'orpheline par Georges Maldague
16. Quand le cœur pardonne par Henri Mansvic
17. Un cœur de seize ans par E. G. Glück
18. Cruelle ou tendre... par Marcel Allain
19. Félonie d'amour par Maxime La Tour
20. Pour son honneur... par Trotet de Bargis
21. Quand femme veut ! par Jean Desnoyers
22. Si vous ne m'aimez plus... par Georges Maldague
23. Rédemption d'amour par Georges Spitzmuller
24. Ceux qui aiment par Claude Lemaître
25. Amour... et folie par Charles Vayre
26. Cœurs ardents par Henri Mans
27. Tendres aveux par Marcel Allain
28. L'amour dans les larmes par Jean Bonnéry
29. Deux peines... Un seul amour par Georges Maldague
30. Fille de noble par Jean Desnoyers